# Wladimir Pawlowitsch Beloussow
Wladimir Pawlowitsch Beloussow (russisch Владимир Павлович Белоусов; * 14. Juli 1946 in Wsewoloschsk, Oblast Leningrad) ist ein ehemaliger sowjetischer Skispringer.

## Werdegang
Für die Sowjetunion gewann er bei den Olympischen Winterspielen 1968 in Grenoble überraschend die Goldmedaille von der Dauphiné-Großschanze, obwohl er trotz eines 16. Platzes bei den sowjetischen Meisterschaften erst kurzfristig in den Kader für die Spiele nominiert worden war. Da die Nordischen Skiweltmeisterschaften in diesem Jahr im Rahmen der Olympischen Spiele ausgetragen wurden, wurde er mit diesem Sieg zugleich Weltmeister. Auf der Normalschanze erreichte er den achten Rang. Einen Monat nach den Spielen gewann er erstmals das Holmenkollen-Skifestival in Oslo. Im März 1970 gelangen Beloussow Siege bei den Svenska Skidspelen in Falun sowie erneut auf dem Holmenkollbakken in Oslo. Bei der Vierschanzentournee 1968/69 erreichte er nach einem achten Platz in Oberstdorf, einem vierten Platz in Garmisch-Partenkirchen, einem 19. Platz in Innsbruck und einem neunten Platz in Bischofshofen am Ende den sechsten Platz in der Gesamtwertung. Bei den Sowjetischen Meisterschaften 1969 gewann Beloussow den Titel von der Normalschanze. Bei der zum Jahreswechsel stattfindenden Vierschanzentournee 1969/70 sprang er in Partenkirchen mit dem dritten Platz auch noch einmal aufs Podium, blieb aber in den anderen Springen weit hinter den Erwartungen zurück. Kurze Zeit später erreichte er bei der Nordischen Skiweltmeisterschaft 1970 den sechsten Platz. Am Holmenkollen war er im selben Jahr erneut erfolgreich, bevor er seine aktive Karriere beendete und anschließend als Skisprungtrainer zu arbeiten.